# فواديسواف شافر
فْوَادِيسْوَافْ شَافَر (بالبولندية: Władysław Szafer) كان عَالِمَ نباتٍ وعَالِمَ إِرَاضَةٍ بولندياً، ولد في 23 يوليو 1886 بسوسنوفييتس وتوفي في 16 نوفمبر 1970 بكراكوف.